# Konsen-ji

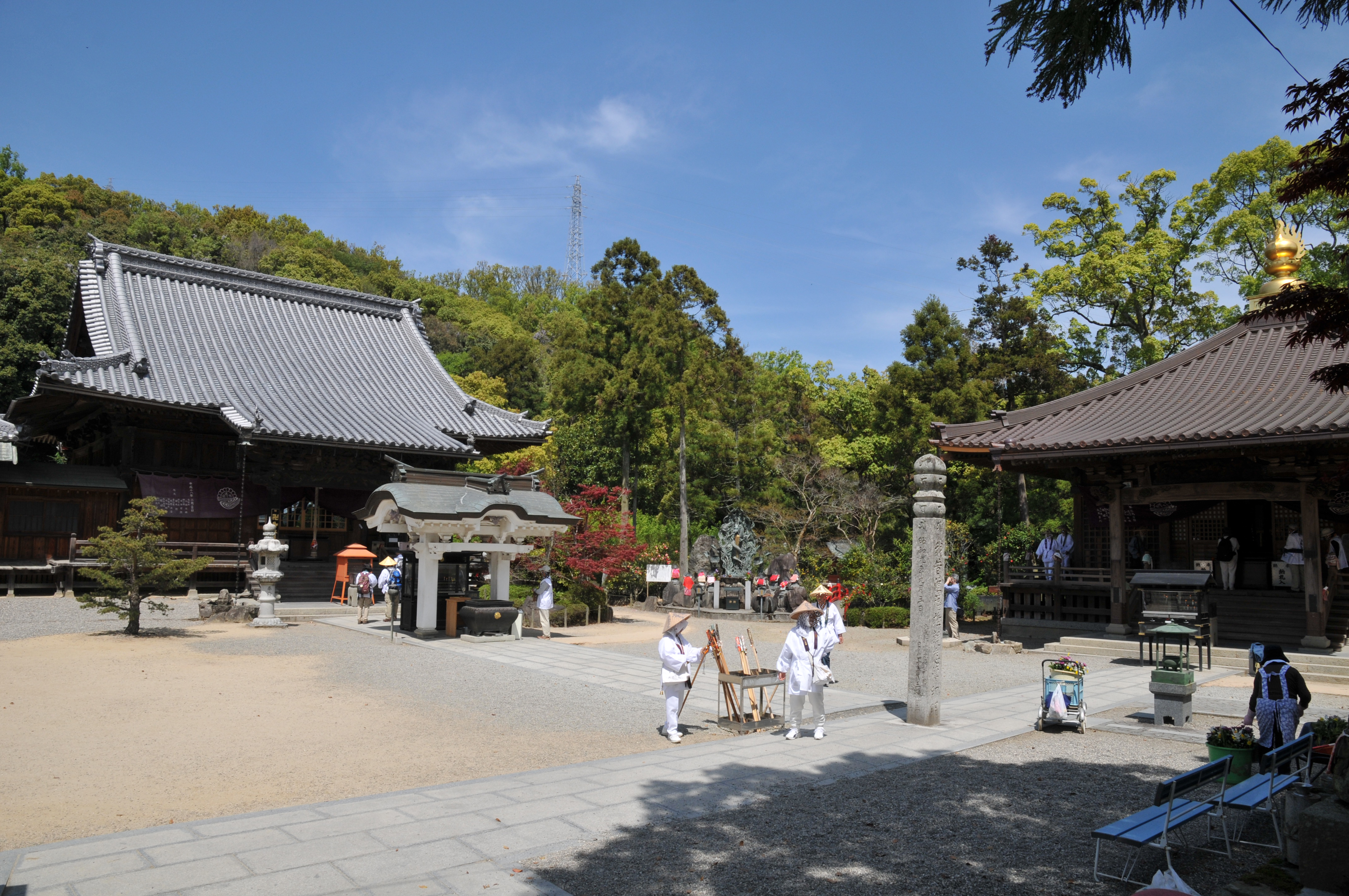
Konsen-ji, links Haupthalle, rechts Daishidō

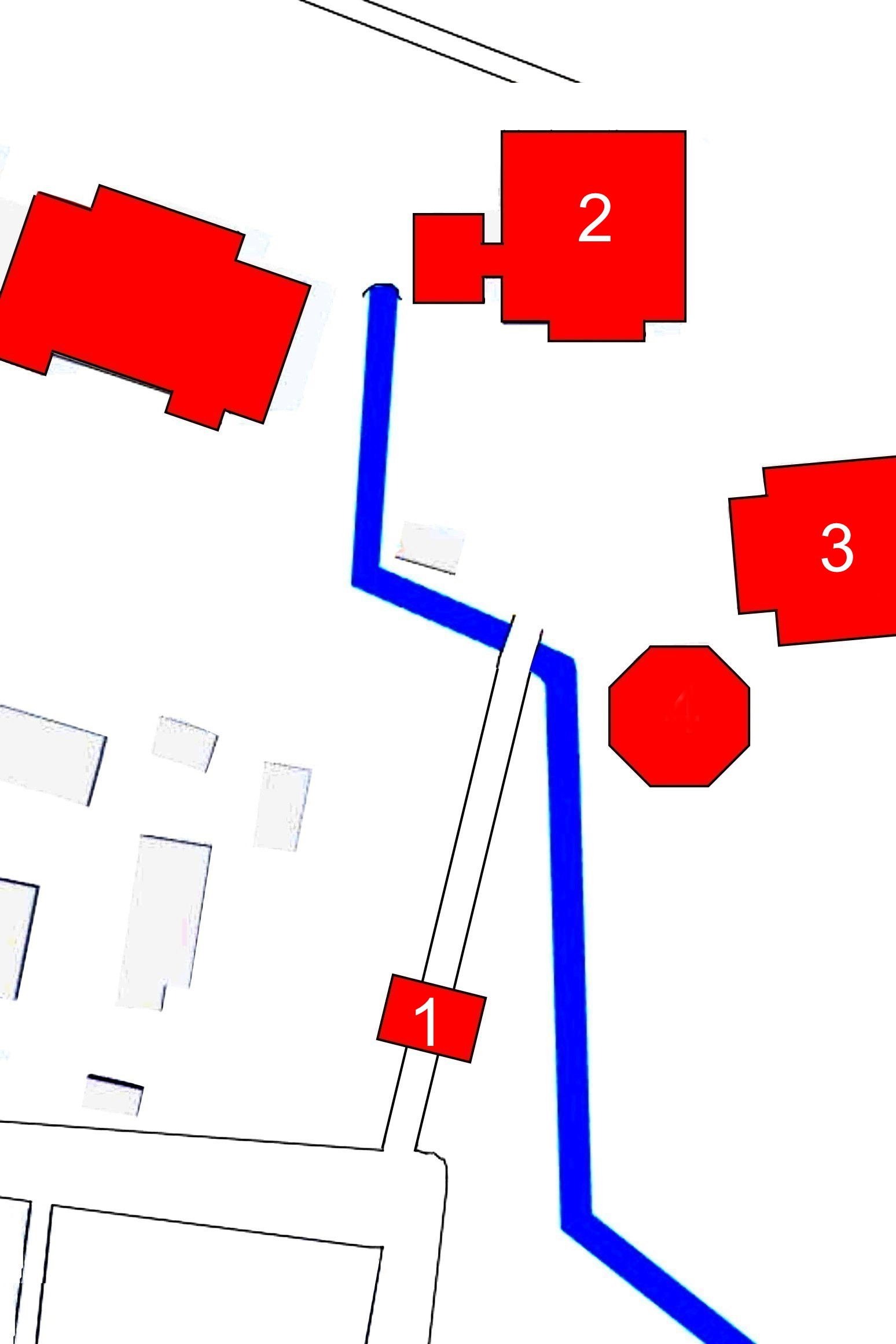
Plan des Tempels (s. Text)

Das Konsen-ji (japanisch 金泉寺) mit den Go Kikōzan (亀光山) und Shakain (釈迦院) ist ein Tempel, der zur Kōyasan-Richtung (高野山派) des Shingon-Buddhismus gehört. Er befindet sich in Itano (板野町) in der Präfektur Tokushima. Es ist in der traditionellen Zählung der dritte Tempel des Shikoku-Pilgerwegs.

## Geschichte
Der Tempel soll auf Wunsch des Kaisers Shōmu vom Priester Gyōki gegründet worden sein. Als während der Kōnin-Ära (810–824) Priester Kūkai den Tempel besuchte, soll aus einer Quelle golden schäumendes Wasser herausgequollen sein. Das wurde dann zum Namen des Tempels, nämlich „Konsen“, was „Goldquelle“ bedeutet. Es soll daraufhin eine weiträumige Tempelanlage entstanden sein. An die Feier, die Minamoto no Yoshitsune nach dem Sieg in der Schlacht von Yashima im Jahre 1185 in diesem Tempel veranstaltet hat, erinnert der riesige Stein, der als „Benkei-Stein“ (弁慶の石) bezeichnet wird.
Der Tempel wurde 1582 von Chōsokabe Motochika abgebrannt und später wieder aufgebaut. Verehrt wird Shakamuni Nyorai.

## Anlage
Am Fuße der Anhöhe steht das Tempeltor, das hier als Turm-Tor ausgeführt ist und wegen der beiden Skulpturen als „Niō-Tor“ (仁王門; 1) – „Tempelwächter-Tor“ – bezeichnet wird. Man steigt die Anhöhe hinauf und hat oben angekommen, die Haupthalle (本堂, Hondō; 2) vor sich. Zur Rechten befindet sich die Daishidō (大師堂; 3) zur Verehrung des Tempelgründers.

## Bilder

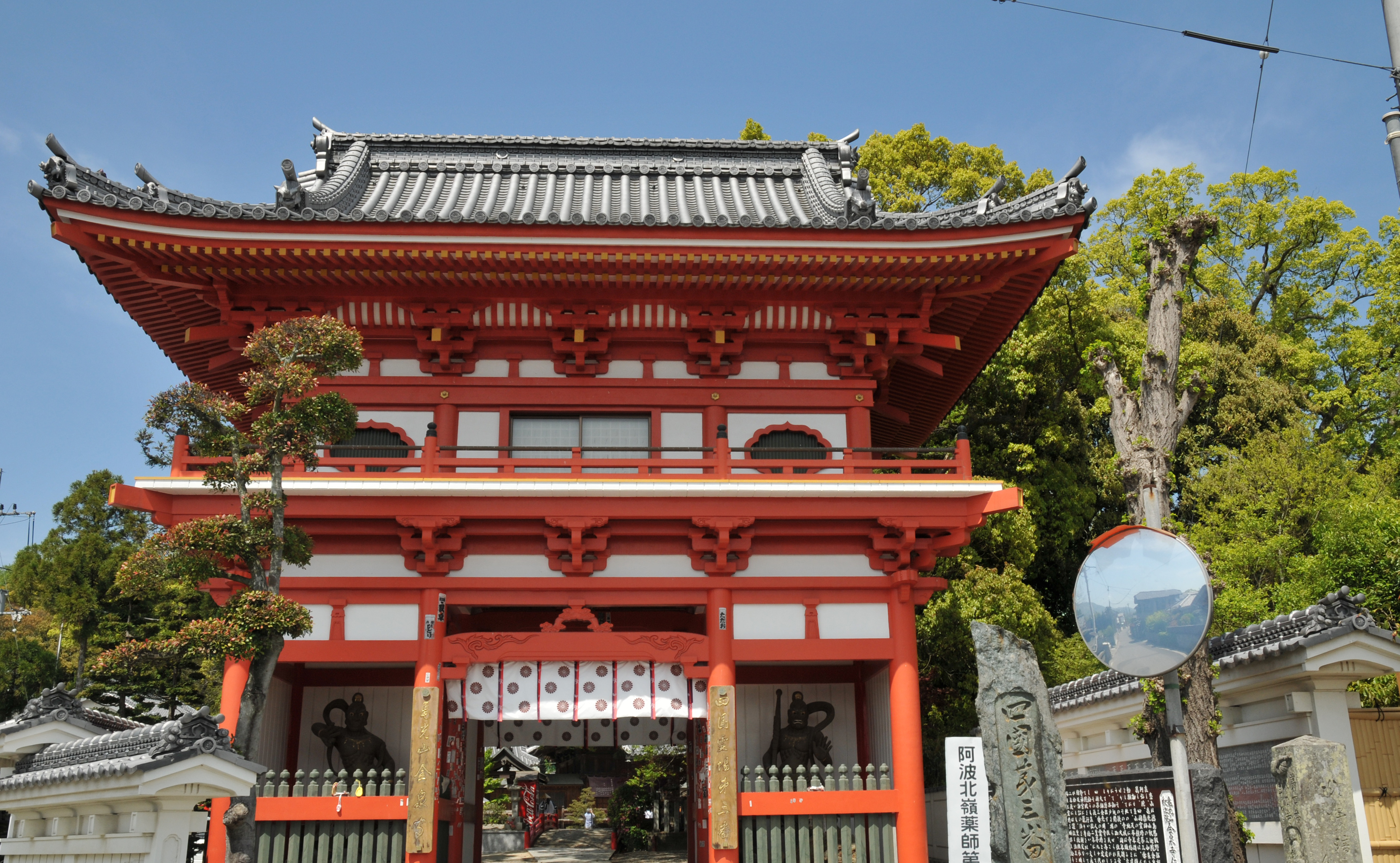
Niō-Tor
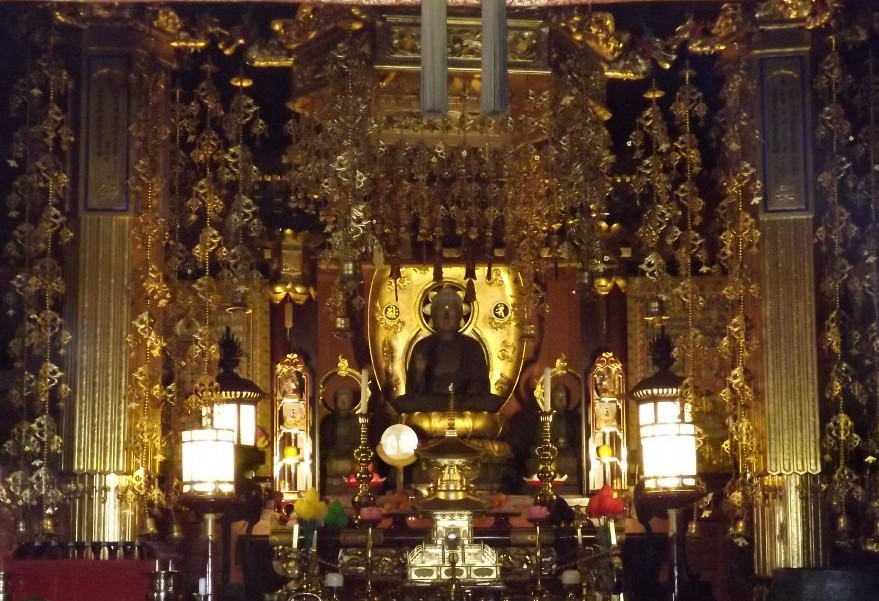
Inneres der Haupthalle
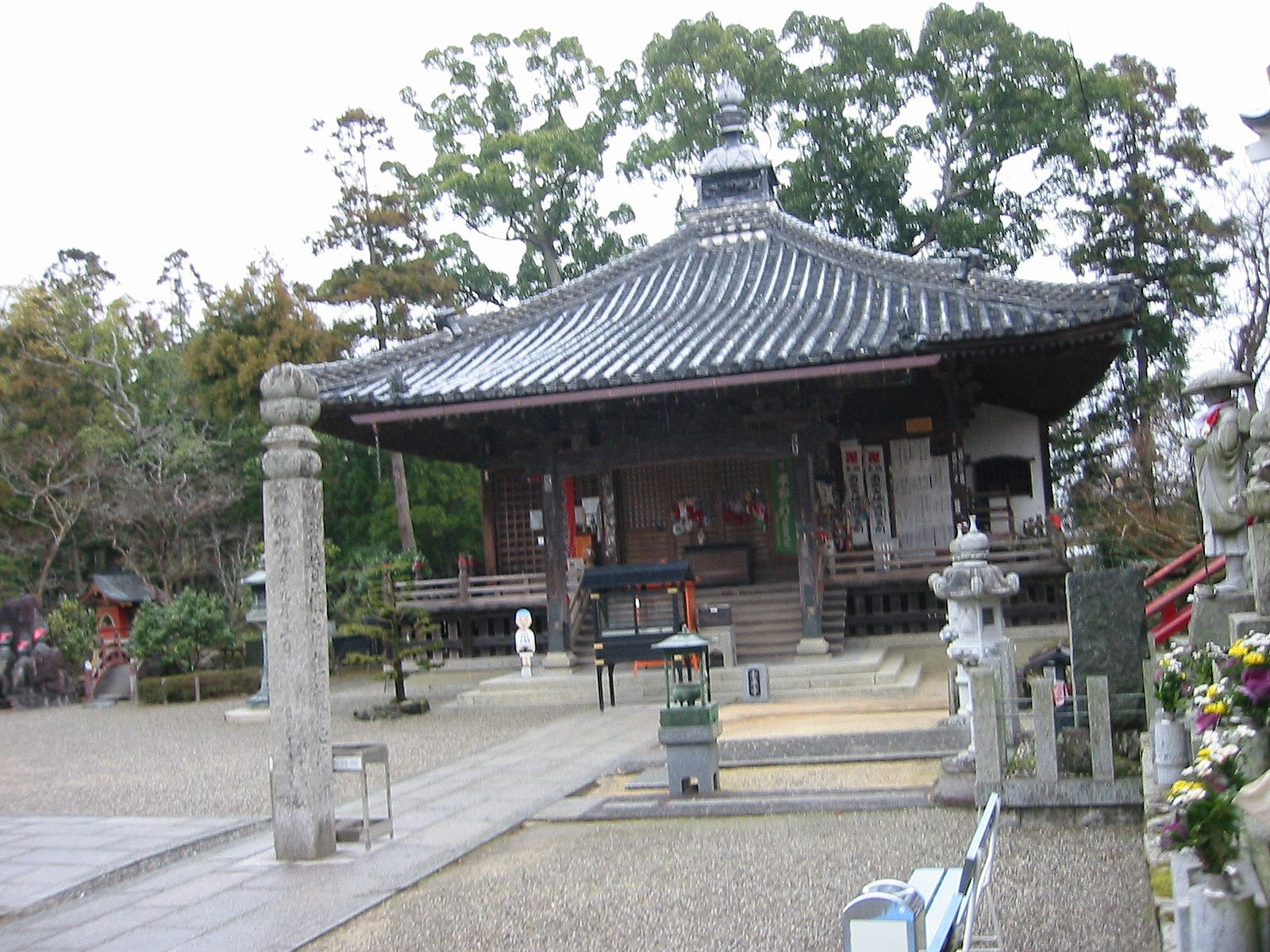
Daishidō
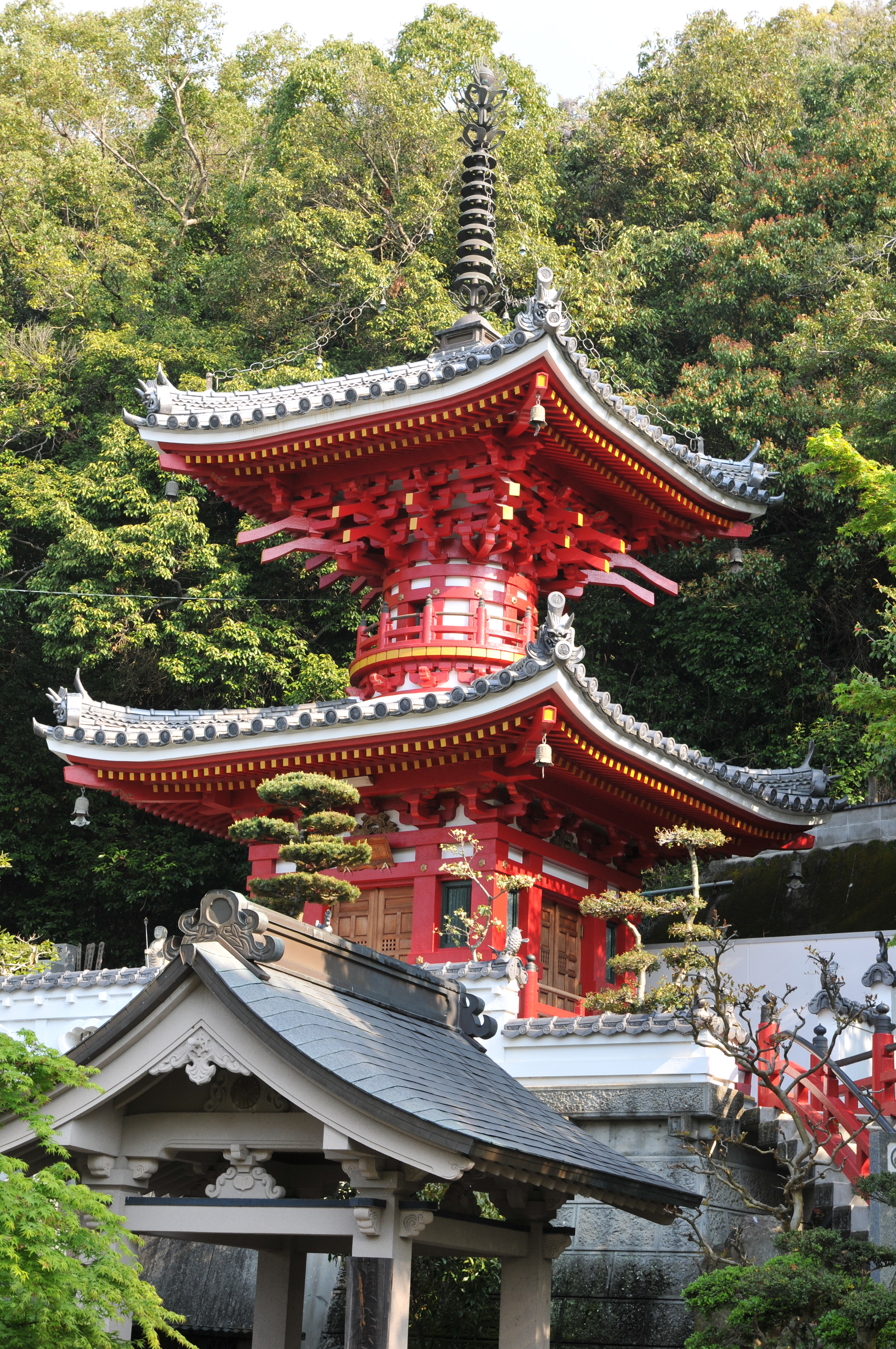
Schatz- pagode
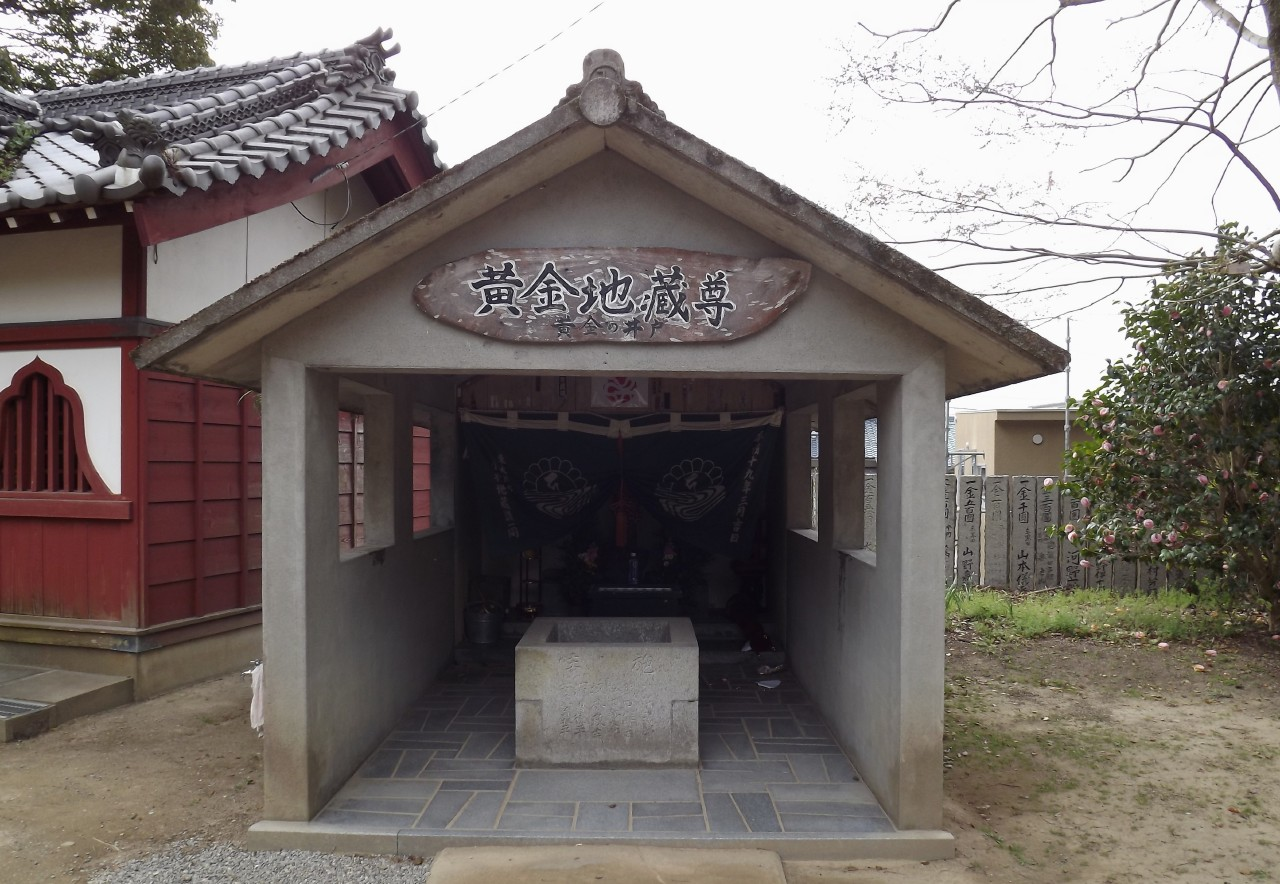
Goldquelle
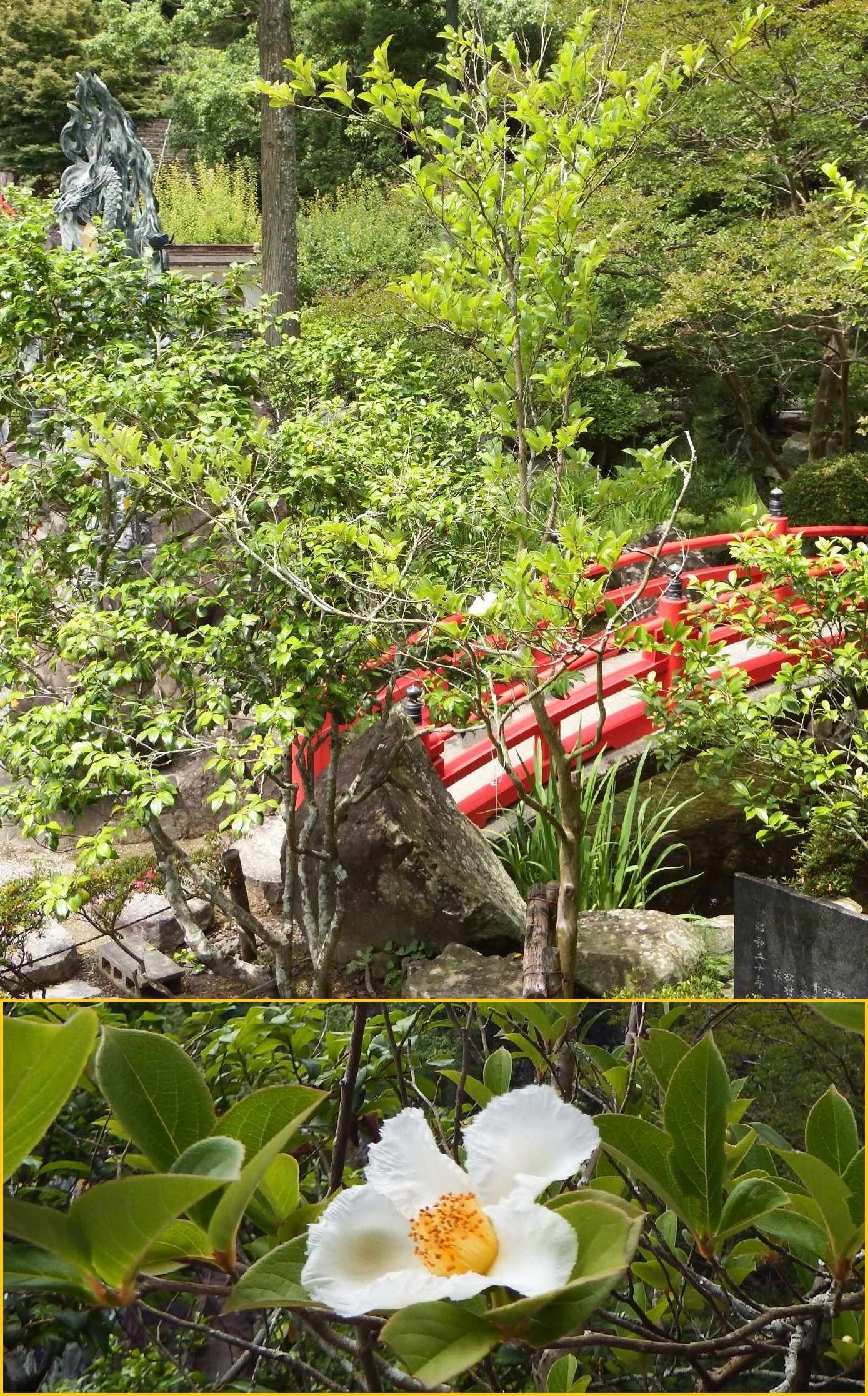
Schein- kamelie